# 南千束
南千束（日语：／ Minami-senzoku */?）是東京都大田區的町名。現行行政單位是南千束一丁目至南千束三丁目。2013年8月1日為止的人口有7,153人。郵遞區號145-0063。

## 地理
位於東京都大田區北部。北鄰大田區北千束。東大略以環七通（東京都道318號環狀七號線）為界，接品川區旗之台。南至中原街道，接大田區東雪谷、上池台。西鄰大田區石川町。二丁目南部中原街道旁是洗足池，遊客眾多。其他主要為住宅地。

## 歷史
1966年（昭和41年），南千束町與周遭各町合併成立南千束。

### 地名由來
因位於千束村以南而得名。

## 交通
町域內沒有鐵路車站，南方有東急池上線洗足池站，東南方有長原站，北方有東急大井町線北千束站、大岡山站。另可利用他中原街道、東京都道318號環狀七號線的巴士路線。

## 設施
- 洗足池（勝海舟之墓、千束八幡神社等）
- 妙福寺
- 大田區立大森第六小學校
- 大田區立洗足池小學校
- Olympic長原店

## 備註
1. ↑  .   [2013-08-22]. （原始内容存档于2014-02-18）.